# Got Talent
 (mars 2021).

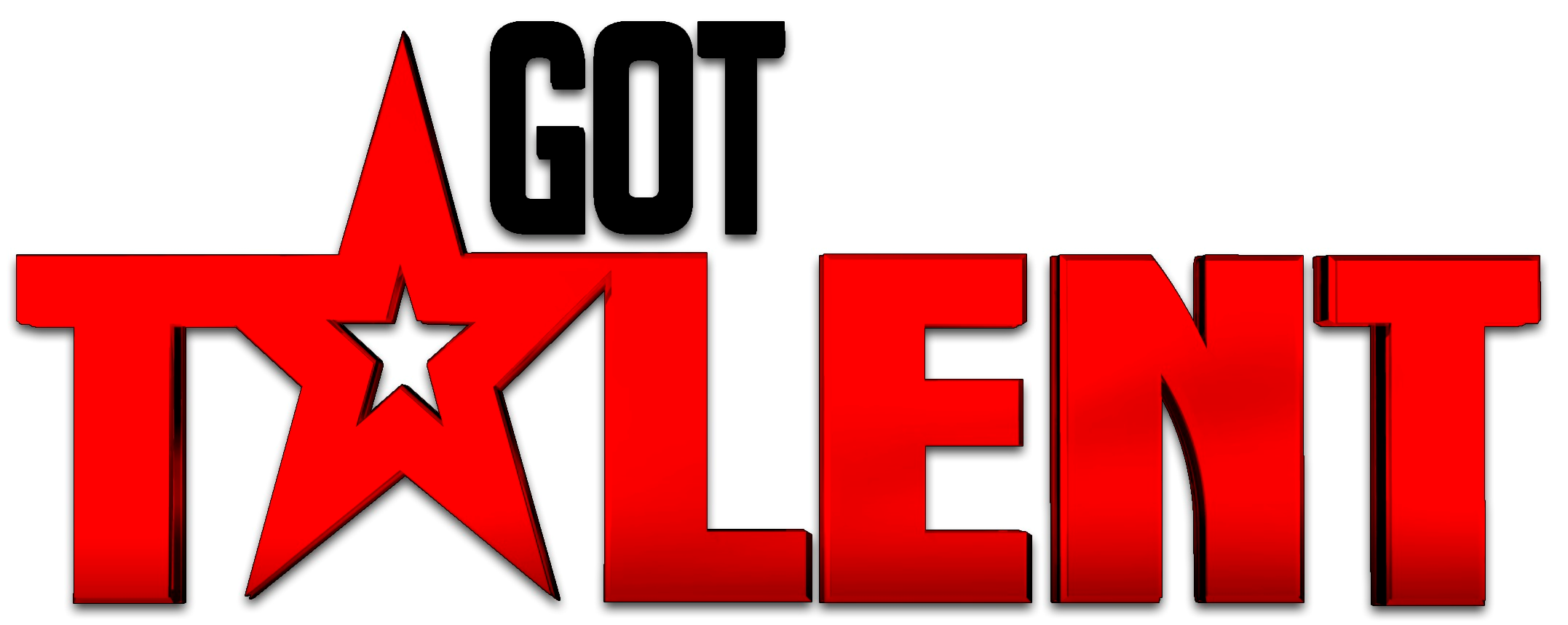
Logo de Got Talent

Got Talent (anglais pour a du talent) est un format d'émission de télévision britannique créé par Simon Cowell. Une première émission aurait dû être produite au Royaume-Uni, mais a été reporté à 2007 (Britain's Got Talent). La première saison a donc été produite aux États-Unis (America's Got Talent) en 2006 et diffusé sur la NBC, avant d'être exporté dans de nombreux pays, dont la France (La France a un incroyable talent). Dans l'émission, similaire au format Idol de FremantleMedia, des candidats de tout âge présentent un talent (chant, danse, comédie, magie…) et concourent pour le premier prix d’une certaine somme d'argent.

## Versions internationales
L'émission a connu de nombreuses adaptations dans le monde.
Légende
 En cours
 Annulée
 Prochainement
 Version originale (États-Unis)
 Version Kids (Turquie)
 Version The Champions (États-Unis)

### Afrique
| Pays                                                                                         | Titre local                      | Chaînes                            | Présentateurs                                                            | Juges | Gagnants |
| -------------------------------------------------------------------------------------------- | -------------------------------- | ---------------------------------- | ------------------------------------------------------------------------ | --- | --- |
| Afrique francophone (Bénin, Burkina Faso, Côte d'Ivoire, Guinée, Mali, Niger, Sénégal, Togo) | L'Afrique a un incroyable talent | RTI ORTB ORTM                      | Konnie Touré Daouda Sane                                                 | Claudia Tagbo Fally Ipupa Angélique Kidjo                                                                                                   | Saison 1, 2016 : Two Brothers Sylla (acrobates) Saison 2, 2017 : Strauss Serpent (contorsionniste) |
| Afrique de l'Est (Kenya, Tanzanie, Ouganda, Rwanda)                                          | East Africa's Got Talent         | Citizen TV Clouds Media RTV NBS TV | Anne Kansiime                                                            | Gaetano Kagwa Vanessa Mdee Makeda Jeff Koinange                                                                                             | Saison 1, 2019 : Esther and Ezekiel (chanteurs) Saison 2, 2021 : Prochainement |
| Afrique du Sud                                                                               | SA's Got Talent                  | SABC 2 (1-2) E.tv (3-8)            | Rob van Vuuren (1-2) Anele Mdoda (1-2) Tats Nkonzo (3-6)Tol Ass Mo (7-8) | Randal Abrahams (1-2) Ian Von Memerty (1-4)Shado Twala (1-8) Kabelo Mabalane (3-4) Lalla Hirayama (5-6) DJ Fresh (5-8) Jamie Bartlett (7-8) | Saison 1, 2009 : Darren Rajbal (danseur) Saison 2, 2010 : James Bhemgee (chanteur d'opéra) Saison 3, 2013 : Botlhale Boikanyo (poète) Saison 4, 2013 : Johnny Apple (chanteur) Saison 5, 2014 : Tholwana Mohale (chanteur) Saison 6, 2015 : DJ Arch Jnr (DJ) Saison 7, 2016 : Kryptonite Dance Academy (danseurs) Saison 8, 2017 : AnecNote (groupe de musique acapella) |
| Nigeria                                                                                      | Nigeria's Got Talent             | AIT NTA                            | Andre Blaze Henshaw                                                      | Dan Foster Kate Henshaw Yibo Koko | Saison 1, 2012 : Amarachi Uyanne (chanteuse) Saison 2, 2013 : Robots for Christ (popping) |

### Amérique
| Pays            | Titre local                         | Chaînes           | Présentateurs | Juges | Gagnants |
| --------------- | ----------------------------------- | ----------------- | --- | --- | --- |
| Argentine       | Talento Argentino                   | Telefe            | Mariano Peluffo | Cesar 'Kike' Teruel Maximiliano Guerra Catherine Fulop | Saison 1, 2008 : Martín Bustos (imitateur) Saison 2, 2009 : Daniel Ferreyra (guitariste) Saison 3, 2010-11 : Diego Gutiérrez (accordéoniste) |
| Brésil          | Got Talent Brasil                   | RecordTV          | Rafael Cortez | Milton Cunha Daniella Cicarelli Sidney Magal | Saison 1, 2013 : Domingues da Palha (joueur de musique avec des feuilles de noix de coco) |
| Canada          | Canada's Got Talent                 | Citytv            | Dina Pugliese | Stephan Moccio Measha Brueggergosman Martin Short | Saison 1, 2012 : Sagkeeng's Finest (troupe de danse) |
| Canada          | BT Kids Got Talent Week             | Citytv            | Dina Pugliese Devo Brown                                                                                           | Pas de juges | Saison 1, 2019 : Pas de gagnant Saison 2, 2021 : Prochainement |
| Canada          | Canadian Family's Got Talent        | Citytv            | Dina Pugliese Devo Brown                                                                                           | Simon Cowell | Saison 1, 2020 : CZN (chanteurs) Saison 2, 2021 : Prochainement |
| Canada (Québec) | Quel talent!                        | Noovo             | Marie-Josée Gauvin                                                                                                 | Marie-Mai Anne Dorval Rachid Badouri Serge Denoncourt | Saison 1, 2024 : saison en cours |
| Chili           | Talento chileno                     | Chilevisión       | Julián Elfenbein (1) Rafael Araneda (2-3) Eva Gómez (4-6)                                                          | Rodrigo Díaz (1-3) Francisca García-Huidobro (1-3)Antonio Vodanovic (1-6) Carolina de Moras (4-6)Bombo Fica (4-6) | Saison 1, 2010 : Camila Silva (chanteuse) Saison 2, 2011 : Ignacio Venegas (chanteuse) Saison 3, 2012 : Susana Sáez (chanteuse) Saison 4, 2013 : Carolina y Felipe (danseurs de tango) Saison 5, 2014 : Hugo Macaya (chanteur) Saison 6, 2015 : Cristofer Mera (chanteur) & Samsara (groupe de musique) |
| Équateur        | Ecuador Tiene Talento               | Ecuavisa          | Nicolás Espinoza (1) Bianca Salame (1) Henry Bustamante (2) Jonathan Estrada (2-6)                                 | Diego Spotorno (1–2) Karla Kanora (1) Jaime Enrique Aymara (1) María Fernanda Ríos (2–4) Wendy Vera (2–5) Paola Farias (2–5) Fabrizio Ferretti (3) Fernando Villarroel (4–5) Carolina Jaume (5) Francisco Pinoargotti (5) Lila Flores (6) Ángelo Barahona (6) Carolina Aguirre (6) Martín Guerrero (6) | Saison 1, 2012 : Luis Castillo (comédien de rue) Saison 2, 2013 : José Fernando Lara (chanteur) Saison 3, 2014 : Ledesma Brothers (chanteurs) Saison 4, 2015 : Christian Loaiza (chanteur) Saison 5, 2016 : CAN Group (chien policier) Saison 6, 2017 : Juventud Bolivarense (chanteurs) |
| États-Unis      | America's Got Talent                | NBC               | Actuel Terry Crews (14-) Anciennement Regis Philbin (1) Jerry Springer (2–3) Nick Cannon (4–11) Tyra Banks (12–13) | Actuel Howie Mandel (5-) Simon Cowell (11-) Heidi Klum (8-13, 15-) Sofia Vergara (15-) Anciennement David Hasselhoff (1-4) Piers Morgan (1–6) Brandy Norwood (1) Sharon Osbourne (2–7) Howard Stern (7–10) Mel B (8–13) Julianne Hough (14) Gabrielle Union (14)                                       | Saison 1, 2006 : Bianca Ryan (chanteuse) Saison 2, 2007 : Terry Fator (ventriloque) Saison 3, 2008 : Neal E. Boyd (chanteur d'opéra) Saison 4, 2009 : Kevin Skinner (chanteur) Saison 5, 2010 : Michael Grimm (chanteur) Saison 6, 2011 : Landau Eugene Murphy Jr. (chanteur) Saison 7, 2012 : Olate Dogs (chien) Saison 8, 2013 : Kenichi Ebina (mime) Saison 9, 2014 : Mat Franco (magicien) Saison 10, 2015 : Paul Zerdin (ventriloque) Saison 11, 2016 : Grace VanderWaal (chanteuse) Saison 12, 2017 : Darci Lynne (ventriloque) Saison 13, 2018 : Shin Lim (magicien) Saison 14, 2019 : Kodi Lee (chanteur) Saison 15, 2020 : Brandon Leake (poète) Saison 16, 2021 : Dustin Tavella (Magicien)Saison 17, 2022 : Mayyas (danseuse) |
| États-Unis      | America's Got Talent: The Champions | NBC               | Terry Crews | Actuel Simon Cowell Heidi Klum Howie Mandel Alesha Dixon (2-) Anciennement Mel B (1) | Saison 1, 2019 : Shin Lim (magicien, saison 13) Saison 2, 2020 : V.Unbeatable (danseurs, saison 14) |
| Mexique         | México tiene talento                | TV Azteca         | Rykardo Hernández (1-2) Eddy Vilard (3)                                                                            | José Manuel Figueroa (1) Ximena Sariñana (1-2) Héctor Martínez (1-2) Kalimba Marichal (2) Adal Ramones (3) Horacio Villalobos (3) María José (3) | Saison 1, 2014 : Pablo López (chanteur) Saison 2, 2015 : Fernando Badillo (violoniste) Saison 3, 2019 : Alexis Pérez (musicien) |
| Pérou           | Perú Tiene Talento                  | Frecuencia Latina | Cristian Rivero (1-2) Adolfo Aguilar (3) Jesús Alzamora (3)                                                        | Carlos Galdós (1-3) Cecilia Bracamonte (1-2) Almendra Gomelsky (1-2) Beto Ortiz (2) Natalia Málaga (3) Dina Páucar (3) Pablo Villanueva Melcochita (3) | Saison 1, 2012 : Alessandra Aguirre (chanteuse) Saison 2, 2013 : Rod Martin (peintre) Saison 3, 2014 : Gianfranco Huanqui (speedcubing) |
| Uruguay         | Got Talent Uruguay                  | Canal 10          | Natalia Oreiro | Agustín Casanova Claudia Fernández María Noel Riccetto Orlando Petinatti | Saison 1, 2020 : Diego Coronel (chanteur d'opéra)Saison 2, 2021 : Enzo Castro (accordéoniste) Saison 3, 2022 : Camila Iza Machado (chanteur) |

### Asie
| Pays                                                     | Nom                                              | Chaine                              | Date de première diffusion | Présentateur | Juges | Saison et Gagnant |
| -------------------------------------------------------- | ------------------------------------------------ | ----------------------------------- | -------------------------- | --- | --- | --- |
| Afghanistan                                              | استعداد افغان Estedad Afghan Afghan's Got Talent | 1TV                                 | Juillet 2014               | Mukthar Lashkari | Ali B. Akhil Kaci Amr Adeeb Natalie Jimenez | Saison 1, 2014 : Inconnu |
| Monde arabe                                              | Arabs Got Talent                                 | MBC1                                | 14 janvier 2011            | Raya Abi Rached Qusai Kheder                                                                                            | Actuel Najwa Karam Ali Jaber Ahmed Helmy (2013 - ) Anciennement Amr Adeeb (2011) Nasser Al Qasabi (2012 - 2015) | Saison 1, 2011 : Amr Qatamesh (poésie satirique/stand up) Saison 2, 2012 : Khawater Al-Zalam (danse sombre) Saison 3, 2013 : Sima group (artiste de danse) Saison 4, 2014-15 : Salah Entertainer (danseuse) Saison 5, 2017 : Emanne Beasha (chanteuse) Saison 6, 2019 : Soukaina fahsi (chanteuse) |
| Arménie                                                  | Թաքնված տաղանդ Taknvats taghand                  | Shant TV                            | 2009                       | Grigor Aghakhanyan | Actuel Violet Grigoryan Artyom Forums Sergei Danielian AnciennementNikolai Tsaturyan (2008) | Saison 1, 2009 : Samvel Davtyan (chant) Saison 2, 2010 : Samvel Harutyunyan (chant) |
| Asie du Sud-Est(Indonésie - Thaïlande - Viêt Nam - Inde) | Asia's Got Talent                                | AXN Asia                            | 12 mars 2015               | ActuelAlan Wong (2017-)Justin Bratton (2017-) Anciennement Marc Nelson (2015)Rovilsion Fernandez (2015)                 | ActuelAnggun (2015-)David Foster (2015-) Jay Park (2017-) Anciennement Melanie C (2015) Vaness Wu (2015) | Saison 1, 2015 : Dhia Azrai Naim Rosman (Théâtre d'ombres) Saison 2, 2017 : The Sacred Riana (Magie) Saison 3, 2019 : Eric Chien (Magie) |
| Azerbaijan                                               | Göstər özünü Goster Ozunu                        | ANS TV                              | 30 août 2013               | Mushfig Huseynov (2013) Chingiz Ahmadov (2014–2015)                                                                     | Arzu Rzayev (2013–2015) Saida Sultan (2013–2015) Mushfig Huseynov (2014–2015) | Saison 1, 2013 : Inconnu Saison 2, 2014 : Inconnu Saison 3, 2015 : Prochainement |
| Birmanie                                                 | Myanmar's Got Talent                             | MRTV-4                              | 28 septembre 2014          | Tay Zar Kyaw Soe Tun Win                                                                                                | A Yo Mo Mo Myint Aung Maung Thi | Saison 1, 2014 : Wai Yan Naing (magicien) |
| Cambodge                                                 | Cambodia's Got Talent                            | Hang Meas HDTV                      | 30 novembre 2014           | Nhem Sokun Pen Chamrong                                                                                                 | Preap Sovath Khat Sokhim Neay Koy | Saison 1, 2014 : Inconnu |
| Chine                                                    | 中国达人秀 Zhōngguó Dárén Xiù China's Got Talent | DragonTV Xing Kong                  | 25 juillet 2010            | ActuelCheng Lei Anciennement Cao Kefan (2010) Yang Lan (2011)                                                           | Actuel Vicki Zhao Wei Liu Ye Alec Su You-peng Wang Wei-chung Anciennement Gao Xiaosong Annie Yi Nengjing Jerry Huang Shu-chun Dou Wentao Xu Jinglei Leon Lai Ming Yang Wei Former Zhou Libo (2010–2012) Guest Yang Lan (2011) Ni Ping (2011) Huang Doudou (2011) | Saison 1, 2010 : Liu Wei (pianiste) Saison 2, 2011 : Zhuo Jun (popper) Saison 3, 2012 : Pan Qianqian (chant) Saison 4, 2013 : Wang Jungru (contorsion) Saison 5, 2014 : Yin Zhonghua (acrobate) |
| Corée du Sud                                             | 코리아 갓 탤런트 Korea's Got Talent              | tvN                                 | 4 juin 2011                | Noh Hong-Cheol Shin Young-Il                                                                                            | Actuel Kolleen Park Jang Jin Jang Hang-Joon Anciennement Song Yun-Ah Kim Gura | Saison 1, 2011 : Joo Ming-Jong (danse de popin) Saison 2, 2012 : Blue Whale Bros (danse en duo) |
| Géorgie                                                  | ნიჭიერიv Nichieri                                | Rustavi 2                           | 1er février 2010           | Tika Patsatsia Vano Tarkhnishvili                                                                                       | Nika Memanishvili Maia Asatiani Gega Palavandishvili | Saison 1, 2010 : Levan Shavadze (chant) Saison 2, 2011 : Vano Pipia (chant) Saison 3, 2012 : Nona Giunashvili (artiste) |
| Inde                                                     | India's Got Talent                               | Colors                              | 27 June 2009               | Actuel Manish Paul Cyrus SahukarAnciennement Nikhil Chinappa Ayushmann Khurrana Roshni Chopra Meiyang Chang Gautam Rode | Actuel Kirron Kher (2009–) Karan Johar (2012–) Farah Khan (2012–) Malaika Arora Khan (Auditions) Anciennement Shekhar Kapur (2009) Sonali Bendre (2009–2011) Sajid Khan (2010) Dharmendra Singh Deol (2011)                                                      | Saison 1, 2009 : Prince Dance Group Saison 2, 2010 : Shillong Chamber Choir Saison 3, 2011 : Suresh and Vernon Group Saison 4, 2012 : Bivash Dance Academy Saison 5, 2014 : Naadyong Academy Dance Troupe                                                                                          |
| Indonésie                                                | Indonesia's Got Talent                           | Indosiar (2010) SCTV (2014-)        | 23 juillet 2010            | Tora Sudiro Vincent Rhompies                                                                                            | Vina Panduwinata Anjasmara Ria Irawan | Saison 1, 2010 : Vania Larissa (chant d'opéra) Saison 2, 2014 : Ariani Putri (chant) |
| Iran                                                     | Persian Talent Show                              |                                     | 2013                       | Abed Rangamiz | Behrooz Vosoughi Faramarz Aslani Shahram Shabpareh | Saison 1, 2013 : Inconnu Saison 2, 2014 : Inconnu |
| Israël                                                   | הדבר הגדול הבא HaDavar HaGadol HaBa              | Channel 2 (Reshet)                  | 26 juin 2007               | Noa Tishby | Motty Reif Yael Bar Zohar Yehoram Gaon | Saison 1, 2007 : Keren Elnekave and Yaniv Swissa (acrobatie aérien) |
| Kazakhstan                                               | Жұлдызды Сәт Zhuldyzdy Set                       | Kazakhstan-1                        | 11 mai 2013                | | | Saison 1, 2013 : Inconnu |
| Philippines                                              | Pilipinas Got Talent                             | ABS-CBN                             | 20 February 2010           | Billy Crawford Luis Manzano                                                                                             | Freddie M. Garcia Kris Aquino Ai-Ai Delas Alas | Saison 1, 2010 : Jovit Baldivino (chant) Saison 2, 2011 : Marcelito Pomoy (chant de fausset) Saison 3, 2012 : Maasinhon Trio (chant à trois) Saison 4, 2013 : Roel Manlangit (chant) |
| Singapour                                                | Singapore's Got Talent                           | MediaCorp Channel 5                 | 15 April 2015              | Daniel Ong | Simon Cowell Lee Tzu Pheng Liang Wern Fook Michael Grimm | Saison 1, 2015 : Prochainement |
| Thaïlande                                                | ไทยแลนด์ ก็อตทาเล้นท์ (Thailand's Got Talent)        | Channel 3                           | 6 mars 2011                | Actuel Sudarat Budprom Ketseptsawat Palakrawong Na Ayutthayaref Anciennement Krit Sripoomsed                            | ActuelPinyo Ruedhamma Pornchita na Songkhla Jirayut Wattanasin Anciennement Nirut Sirijanya | Saison 1, 2011 : Myra Molloy\|Myra Maneepatsorn Molloy (chant) Saison 2, 2012 : Leng Rachanikorn Keawdee (acrobatique aérien) Saison 3, 2013 : Thai Gym (gymnastique) Saison 4, 2014 : Wheelchair Dance (dance en fauteuil roulant)                                                                |
| Turquie                                                  | Yetenek Sizsiniz Türkiye!                        | Show TV (2009–2012) Star TV (2013–) | 13 novembre 2009           | Actuel Alp Kırşan Anciennement Acun Ilıcalı (2012) Tanem Sivar (2009)                                                   | Actuel Acun Ilıcalı Hülya Avşar Eser Yenenler AnciennementSergen Yalçın (2013)Oylum Talu (2009) Ali Taran (2009) | Saison 1, 2009–10 : Bilal Avcı and Uğur Karameşe (popping dance) Saison 2, 2011 : Sefa Doğanay (imitateur) Saison 3, 2011–12 : Ali Yeşilırmak and Max the dog (chien danseur) Saison 4, 2012–13 : Atalay Demirci (comédien) Saison 5, 2013–14 : Prochainement                                      |
| Vietnam                                                  | Tìm kiếm tài năng – Vietnam's Got Talent         | VTV3 MTV Vietnam                    | 18 décembre 2011           | ActuelThanh Bạch (saison 2–) AnciennementChi Bảo (saison 1)Quyền Linh (saison 1)                                        | Thành Lộc Thúy Hạnh Huy Tuấn | Saison 1, 2011–12 : Đăng Quân & Bảo Ngọc (danseurs) Saison 2, 2012–13 : Trần Hữu Kiên (chant) |

### Europe
| Pays                           | Nom                                          | Chaine                                                   | Date de première diffusion | Présentateur | Juges | Saison et Gagnant |
| ------------------------------ | -------------------------------------------- | -------------------------------------------------------- | -------------------------- | --- | --- | --- |
| Albanie Kosovo                 | Albanians Got Talent                         | Top Channel                                              | 25 août 2010               | Albana Osmani Benet Kaci | Altin Basha Rovena Dilo Armend Rexhepagiqi | Saison 1, 2010–2011 : Fiqiri Luli & Sabrina Troushku (danse de cirque) |
| Allemagne                      | Das Supertalent                              | RTL Television                                           | 20 octobre 2007            | ActuelDaniel Hartwich (2008-)Victoria Swarovski(2020-) AnciennementMarco Schreyl (2007-2011)                                                                                       | Actuel Dieter Bohlen (2007-) Bruce Darnell (2008 - 2010, 2013-)Chris Tall (2020-) Evelyn Burdecki (2020-) Anciennement Ruth Moschner (2007) André Sarrasani (2007) Sylvie van der Vaart (2008 - 2011) Motsi Mabuse (2011) Thomas Gottschalk (2012) Michelle Hunziker (2012)Lena Gercke (2013) Guido Maria Kretschmer (2013)                                                                      | Saison 1, 2007 : Ricardo Marinello (chant) Saison 2, 2008 : Michael Hirte (joueur d'harmonicas) Saison 3, 2009 : Yvo Antoni & Primadonna (acte de chien) Saison 4, 2010 : Freddy Sahin-Scholl (chant) Saison 5, 2011 : Leo Rojas (joueur de flute) Saison 6, 2012 : Jean-Michel Aweh (chant et pianiste) Saison 7, 2013 : Lukas & Falco (acte de chien) Saison 8, 2014 : Marcel Kaupp (chant) Saison 9, 2015 : Jay Oh (chant) Saison 10, 2016 : Angel Flukesa (chant) Saison 11, 2017 : Alexa Lauenburger (acte de chien) Saison 12, 2018 : Stevie Starr (performance) Saison 13, 2019 : Christian Stoinev & Percy (acte de chien) Saison 14, 2020 : Nick Ferretti Saison 15, 2021 : Elena Turcan (Soprano)  |
| Belgique                       | Supertalent in Vlaanderen (Néerlandais)      | VIER                                                     | 15 mars 2007               | Dré Steemans Ann Van Elsen | Paul Jambers Martine Prenen Gert Verhulst | Saison 1, 2007 : Triple E (trio de sœurs) |
| Belgique                       | Belgium's Got Talent (Néerlandais)           | VTM                                                      | 10 septembre 2012          | Koen Wauters | Ray Cokes(2012-) Karen Damen(2012-) Rob Vanoudenhoven(2012-)Niels Destadsbader (2015-) | Saison 1, 2012 : Karolien Goris (chant) Saison 2, 2013 : Michael Lanzo (chant) Saison 3, 2015 : Domenico "fantastico" (acrobate) |
| Belgique                       | Belgium's Got Talent (Français)              | RTL-TVi                                                  | 10 septembre 2012          | Julie Taton Jean-Michel Zecca | Maureen Dor Carlos Vaquera Paul Ambach | Saison 1, 2012 : 2 Mad (troupe de danse) Saison 2, 2013 : Junbox (danse) |
| Bulgarie                       | България търси талант Balgariya tarsi talant | bTV                                                      | 1er mars 2010              | Mariya Ignatova Alexandra Raeva | Hilda Kazasian Luben Dilov - son Krasimir Radkov (2012–) Magardich Halvadjian (2010–2012) | Saison 1, 2010 : Bogdana Petrova (chant) Saison 2, 2012 : Kristina Arabadzhieva (chant) Saison 3, 2013 : Thomas Tomov (chant) Saison 4, 2014 : Inconnu |
| Croatie                        | Supertalent                                  | Nova TV                                                  | 25 septembre 2009          | Rene Bitorajac Igor Mešin | Nina Badrić Enis Bešlagić Dubravko Merlić | Saison 1, 2009 : Tihomir Bendelja (gymnastique) Saison 2, 2010 : Viktorija Novosel (chant) Saison 3, 2011 : Promenada Klub (ombres chinoises) |
| Danemark                       | Talent (2008–10) Danmark har talent (2014–)  | DR (2008–10) TV2 (2014–)                                 | 15 août 2008               | Felix Schmidt Mikkel Herforth (2008) | Martin Hall (2008) Peter Aalbæk Jensen (2008) Julie Steincke (2008) Jesper Dahl Hella Joof Nikolaj Koppel | Saison 1, 2008 : Robot Boys (danse robotique) Saison 2, 2009 : Kalle Pimp (rap) Saison 3, 2010 : Copenhagen Drummers (tambours militaires) Saison 4, 2014 : Prochainement |
| Espagne                        | Tienes Talento                               | Cuatro                                                   | 2 janvier 2008             | Nuria Roca Eduardo Aldán | Natalia Millán Miqui Puig Josep Vicent | Saison 1, 2008 : Salva (chant de flamenco) Saison 2, 2016 : Cristina Ramos (chant) Saison 3, 2017 : Antonio "El Tekila" (danse de Rock’n’roll) Saison 4, 2018 : Prochainement |
| Espagne                        | Got Talent España                            | Cuatro                                                   | 13 février 2016            | Santi Millán | ActuelJorge Javier Vázquez Eva Hache Edurne Risto Mejide (2017–) AnciennementJesús Vázquez (2016) | Saison 1, 2008 : Salva (chant de flamenco) Saison 2, 2016 : Cristina Ramos (chant) Saison 3, 2017 : Antonio "El Tekila" (danse de Rock’n’roll) Saison 4, 2018 : Prochainement |
| Espagne                        | Got Talent España                            | Cuatro                                                   | 21 janvier 2017            | Santi Millán | ActuelJorge Javier Vázquez Eva Hache Edurne Risto Mejide (2017–) AnciennementJesús Vázquez (2016) | Saison 1, 2008 : Salva (chant de flamenco) Saison 2, 2016 : Cristina Ramos (chant) Saison 3, 2017 : Antonio "El Tekila" (danse de Rock’n’roll) Saison 4, 2018 : Prochainement |
| Estonie                        | Eesti talent                                 | TV3                                                      | 9 octobre 2010             | Eda-Ines Etti Tanel Padar | Kristiina Heinmets-Aigro Valdo Randpere Mihkel Raud | Saison 1, 2010-11 : Erki-Andres Nuut (joueur d'instrument à feuille) Saison 2, 2012 : Inconnu |
| Finlande                       | Talent Suomi                                 | Nelonen                                                  | 1 October 2007             | ActuelLorenz Backman (2012–) Sebastian Rejman (2012–) Anciennement Susanna Laine (2007) Martti Vannas (2007) Jarkko Valtee (2009–2011) Osku Heiskanen (2009–2011)                  | ActuelMaria Sid (2012–)Janne Kataja (2012–) Mikko Von Hertzen (2012–) Anciennement Timo Koivusalo (2007) Sami Saikkonen (2007–2011) Katja Ståhl (2007–2011) Jaana Saarinen (2009–2011) | Saison 1, 2007 : Aleksi Vähäpassi (beatbox) Saison 2, 2009 : Miikka Mäkelä (danse pantomime) Saison 3, 2011 : VIP Bartenders (barman) Saison 4, 2012 : Inconnu |
| France                         | Incroyable Talent (2006–2008)                | M6                                                       | 2 novembre 2006            | Alessandra Sublet (2006–2008) | ActuelHélène Ségara (2015-) Éric Antoine (2015-) Sugar Sammy (2018-) Marianne James (2018-) Anciennement Gilbert Rozon (2006–2016) Jean-Pierre Domboy (2006) Patrick Dupond (2007–2008) Smaïn (2009) Valérie Stroh (2009) Sophie Edelstein (2006–2008, 2010-2013) Dave (2010–2013) Andrée Deissenberg (2013) Lorie (2014) Kamel Ouali (2015-2017) Olivier Sitruk (2014) Giuliano Peparini (2014) | Saison 1, 2006 : Salah Benlemqawanssa (danse) Saison 2, 2007 : Junior (breakdance) Saison 3, 2008 : Alex (jongleur) |
| France                         | La France a un incroyable talent (2009–)     | M6                                                       | 2 novembre 2006            | ActuelKarine Le Marchand(2020-)AnciennementSandrine Corman (2009–2013) Alex Goude (2009–2015) Louise Ekland(2014) David Ginola (2016–2019)                                         | ActuelHélène Ségara (2015-) Éric Antoine (2015-) Sugar Sammy (2018-) Marianne James (2018-) Anciennement Gilbert Rozon (2006–2016) Jean-Pierre Domboy (2006) Patrick Dupond (2007–2008) Smaïn (2009) Valérie Stroh (2009) Sophie Edelstein (2006–2008, 2010-2013) Dave (2010–2013) Andrée Deissenberg (2013) Lorie (2014) Kamel Ouali (2015-2017) Olivier Sitruk (2014) Giuliano Peparini (2014) | Saison 4, 2009 : Les Échos-liés (troupe de danse comique) Saison 5, 2010 : Axel et Alizée (duo de danse) Saison 6, 2011 : Marina Dalmas (chanteuse) Saison 7, 2012 : Die-Mobiliés (ombres chinoise) Saison 8, 2013 : Simon Heulle (Mat Chinois) Saison 9, 2014 : Bagad de Vannes (musique bretonne) Saison 10, 2015 : Juliette et son chien Charlie (dressage animalier) Saison 11, 2016 : Antonio (magie) Saison 12, 2017 : Laura Laune (Chanteuse, Humoriste) Saison 13, 2018 : Jean-Baptiste Guegan (Chanteur) Saison 14, 2019 : Le Cas Pucine (Ventriloque, Humoriste) Saison 15, 2020 : Famille Lefevre (Chorale) Saison 16, 2021 : Le chœur de Saint-Cyr (Chorale) Saison 17, 2022 : Rayane (Pianiste) |
| Grèce                          | Ελλάδα Έχεις Ταλέντο Ellada Eheis Talento    | ANT1                                                     | 23 mars 2007               | Sophia Aliberti (2007) Christos Ferentinos (2009–) | Ilias Psinakis (2007–2010) Matthildi Maggira (2007–2009) Vaggelis Perris (2007–) Eugenia Manolidou (2010–) Charis Christopoulos (2012–) | Saison 1, 2007 : Christos Zacharopoulos (chant) Saison 2, 2009 : Kiss Madiam (orchestre) Saison 3, 2010 : Nikos Georgeas (chant) Saison 4, 2012 : Stelios Legakis (chant) Saison 5, 2013 : Killah P (chant) |
| Hongrie                        | Csillag Születik                             | RTL Klub                                                 | 20 octobre 2007            | Actuel Ördög Nóra (2007–) Lilu (2012–) Anciennement Stohl András (2007–2009) Nagy Sándor (2011)                                                                                    | ActuelHajós András (2012–) Pokorny Lia (2012–) Puzsér Róbert (2012–) Anciennement Fábry Sándor (2007) Falusi Mariann (2007) Náray Tamás (2007) Keleti Andrea (2007) Hernádi Judit (2009) Oroszlán Szonja (2009–2011) Fáy Miklós (2009–2011) Szirtes Tamás (2009–2011) | Saison 1, 2007 : Utasi Árpád (comedien) Saison 2, 2009 : Tabáni István (chant) Saison 3, 2011 : Attila László (chant) Saison 4, 2012 : Elek János Mészáros (opéra/chanteur) Saison 5, 2014 : Prochainement |
| Islande                        | Ísland Got Talent                            | Stöð 2                                                   | décembre 2013              | Auðunn Blöndal | Jón Jónsson Þórunn Antonía Magnúsdóttir Bubbi Morthens Þorgerður Katrín Gunnarsdóttir | Saison 1, 2013 : Brynjar Dagur (danseur) |
| Italie Suisse italienne        | Italia's Got Talent                          | Canale 5                                                 | 12 décembre 2009           | Simone Annicchiarico (2009–) Geppi Cucciari (2010–2011) Belén Rodríguez (2012–) | Gerry Scotti Maria De Filippi Rudy Zerbi | Saison 1, 2009–2010 : Carmen Masola (chant d'opéra) Saison 2, 2011 : Fabrizio Vendramin (peintre) Saison 3, 2012 : Stefano Scarpa (homme de mat) Saison 4, 2013 (Spring) : Daniel Adomako (chant) Saison 5, 2013 (Autumn) : Samuel Barletti (ventriloque) Saison 6, 2014 : Prochainement |
| Lituanie                       | Lietuvos talentai                            | TV3 Lithuania                                            | 27 septembre 2009          | Mindaugas Stasiulis Džiugas Siaurusaitis | Actuel Marijonas Mikutavičius Rūta Ščiogolevaitė AnciennementAdolfas Večerskis (2009–2010) Vytautas Šapranauskas (2011–2012) | Saison 1, 2009 : Mikas (jeu dents) Saison 2, 2010 : Martynas (joueur d'accordéon) Saison 3, 2011 : Marius Petrauskas (chant) Saison 4, 2014 : Prochainement |
| Moldavie                       | Moldova are talent                           | Prime (en)                                               | 11 octobre 2013            | Mircea Marco Adrian Ursu | Nicu Țărnă Tania Cerga Mihai Munteanu | Saison 1, 2013 : Monica Pîrlici (poète et artiste) |
| Norvège                        | Norske Talenter (no)                         | TV 2                                                     | 22 février 2008            | Marte Stokstad Sturla Berg-Johansen (2008) Pia Lykke (2009) | Jan Fredrik Karlsen (2008–2009) Thomas Giertsen (2008–2010) Mia Gundersen (2008–) Alex Rosén (2010–) Adil Khan (2011–) | Saison 1, 2008 : Erlend Bratland (chant) Saison 2, 2009 : Quick (danse hip-hop) Saison 3, 2010 : Kristian Rønning (rappeur) Saison 4, 2011 : Daniel Johansen Elmhari (danse) Saison 5, 2012 : Stine H. Ulla (chant d'opéra) Saison 6, 2014 : Angelina Jordan (chant) |
| Pays-Bas                       | Holland's Got Talent                         | SBS 6 (2008–2009) RTL 4 (2010–)                          | 28 mars 2008               | Gerard Joling (2008–2009) Robert ten Brink (2010–) | Actuel Gordon Heuckeroth (2010–) Dan Karaty (2010–) Chantal Janzen (2013–) Anciennement Henkjan Smits (2008–2009) Robert Ronday (2008–2009) Patricia Paay (2008–2012) | Saison 1, 2008 : Daniëlle Bubberman (contorsionniste) Saison 2, 2009 : Tessa Kersten (chant/guitariste) Saison 3, 2010 : Martin Hurkens (chant d'opéra) Saison 4, 2011 : Aliyah Kolf (chant) Saison 5, 2012 : DDF Crew (ropeskipping) Saison 6, 2013 : Amira Willighagen (chant d'opéra) Saison 7, 2014 : León Lissitza (chant d'opéra) |
| Pologne                        | Mam talent!                                  | TVN                                                      | 13 septembre 2008          | Marcin Prokop Szymon Hołownia | Actuel Małgorzata Foremniak Agnieszka Chylińska Agustin Egurrola (2013–) Anciennement Kuba Wojewódzki (2008–2010) Robert Kozyra (2011–2012) | Saison 1, 2008 : Mellkart Ball (duo acrobatique) Saison 2, 2009 : Marcin Wyrostek (joueur d'accordéon) Saison 3, 2010 : Magdalena Welc (chant) Saison 4, 2011 : Kacper Sikora (chant) Saison 5, 2012 : Delfina & Bartek (duo acrobatique) Saison 6, 2013 : Tetiana Galitsyna (artiste) Saison 7, 2014 : Adrian Makar (chant) Saison 8, 2015 : Prochainement |
| Portugal                       | Aqui Há Talento                              | RTP1                                                     | 28 janvier 2007            | Sílvia Alberto | Joaquim Monchique Sílvia Rizzo Paulo Dias | Saison 1, 2007 : Abstractin' (breakdance) Saison 2, 2011 : Filipe Santos (beatbox) Saison 3, 2015 : The Artgym Company (gymnase acrobatique) Saison 4, 2016 : Micaela Abreu (chant) Saison 5, 2017 : António Casalinho (danse classique) |
| Portugal                       | Portugal Tem Talento                         | SIC                                                      | 30 janvier 2011            | Bárbara Guimarães | Conceição Lino José Diogo Quintela Ricardo Pais | Saison 1, 2007 : Abstractin' (breakdance) Saison 2, 2011 : Filipe Santos (beatbox) Saison 3, 2015 : The Artgym Company (gymnase acrobatique) Saison 4, 2016 : Micaela Abreu (chant) Saison 5, 2017 : António Casalinho (danse classique) |
| Portugal                       | Got Talent Portugal                          | RTP1                                                     | 18 janvier 2015            | Marco Horácio | ActuelManuel Moura dos Santos Pedro Tochas Invités (2017–) AnciennementSofia Escobar (2015–2016) Cuca Roseta (2017–) Rui Massena (2015) Mariza (2016) | Saison 1, 2007 : Abstractin' (breakdance) Saison 2, 2011 : Filipe Santos (beatbox) Saison 3, 2015 : The Artgym Company (gymnase acrobatique) Saison 4, 2016 : Micaela Abreu (chant) Saison 5, 2017 : António Casalinho (danse classique) |
| Portugal                       | Got Talent Portugal                          | RTP1                                                     | 7 février 2016             | José Pedro Vasconcelos Vanessa Oliveira | ActuelManuel Moura dos Santos Pedro Tochas Invités (2017–) AnciennementSofia Escobar (2015–2016) Cuca Roseta (2017–) Rui Massena (2015) Mariza (2016) | Saison 1, 2007 : Abstractin' (breakdance) Saison 2, 2011 : Filipe Santos (beatbox) Saison 3, 2015 : The Artgym Company (gymnase acrobatique) Saison 4, 2016 : Micaela Abreu (chant) Saison 5, 2017 : António Casalinho (danse classique) |
| Portugal                       | Got Talent Portugal                          | RTP1                                                     | 19 mars 2017               | Pedro Fernandes Sílvia Alberto | ActuelManuel Moura dos Santos Pedro Tochas Invités (2017–) AnciennementSofia Escobar (2015–2016) Cuca Roseta (2017–) Rui Massena (2015) Mariza (2016) | Saison 1, 2007 : Abstractin' (breakdance) Saison 2, 2011 : Filipe Santos (beatbox) Saison 3, 2015 : The Artgym Company (gymnase acrobatique) Saison 4, 2016 : Micaela Abreu (chant) Saison 5, 2017 : António Casalinho (danse classique) |
| République tchèque & Slovaquie | Česko Slovensko má talent                    | TV JOJ TV Prima                                          | 29 août 2010               | Martin "Pyco" Rausch Jakub Prachař | ActuelLucie Bílá (2010–) Jaro Slávik (2010–) Leoš Mareš (2013–) Anciennement Jan Kraus (2010) Martin Dejdar (2011–2012) | Saison 1, 2010 : DaeMen (arcrobate main-à-main) Saison 2, 2011 : Atai Omurzakov (danse) Saison 3, 2012 : Jozef Pavlusík (chant d'opéra) Saison 4, 2013 : Miroslav Sýkora (chant d'opéra) Saison 5, 2015 : Prochainement |
| Roumanie                       | Românii au talent                            | Pro TV                                                   | 18 février 2011            | Smiley Pavel Bartoș | Andra Mihai Petre (ro) Andi Moisescu (ro) | Saison 1, 2011 : Adrian Ţuţu (rappeur) Saison 2, 2012 : Cristian Gog (mentaliste) Saison 3, 2013 : Bruno Icobet (acte de chien) Saison 4, 2014 : Brio Sonores (chant d'opéra) |
| Royaume-Uni                    | Britain's Got Talent                         | ITVITV2 (Britain's Got More Talent)                      | 9 juin 2007                | Ant & Dec (Britain's Got Talent) Stephen Mulhern (Britain's Got More Talent) | Actuel Simon Cowell Amanda Holden Alesha Dixon (2012–) David Walliams (2012–) Anciennement Piers Morgan (2007–2010) Kelly Brook (2009) Michael McIntyre (2011) David Hasselhoff (2011) | Saison 1, 2007 : Paul Potts (chanteur d'opéra) Saison 2, 2008 : George Sampson (danseur de rue) Saison 3, 2009 : Diversity (troupe de danse) Saison 4, 2010 : Spelbound (troupe de gymnastique) Saison 5, 2011 : Jai McDowall (chant) Saison 6, 2012 : Ashleigh and Pudsey (chien dansant) Saison 7, 2013 : Attraction (ombres chinoise) Saison 8, 2014 : Collabro Saison 9, 2015 : Jules O'Dwyer et Matisse (chien) Saison 10, 2016 : Richard Jones (magicien) Saison 11, 2017 : Tokio Myers (pianiste) Saison 12, 2018: Lost Voice Guy (humoriste) Saison 13, 2019: Colin Thackery (chanteur) Saison 14, 2020: Jon Courtenay (humoriste)                                                                   |
| Russie                         | Минута славы Minuta slavy                    | Channel 1                                                | 17 février 2007            | Actuel Alexander Oleshko (2009–2013) Julia Kovalchuk (2010–2013) Dmitry Shepelev (2011–2013) Anciennement Garik Martirosyan (2007) Alexander Tsekalo (2008) Ville Haapasalo (2009) | Tatyana Tolstaya (2007–2008) Alexander Maslyakov (2007–2013) Alexander Tsekalo (2007) Leonid Parfyonov (2009) Mariya Shukshina (2010) Larissa Gouzeïeva (2011–2013) Sergei Yourski (2012–2013) | Saison 1, 2007 : Maxim Tokayev (musicien) Saison 2, 2007 : Dimitry Bulkin a.k.a. Dima Shine (gymnastique) Saison 3, 2008 : Grace (troupe) Saison 4, 2009–2010 : Brothers of Grinchenko (acrobates) Saison 5, 2010–2011 : Viktor Kochkin and Danil Anastasin (breakdance sans jambes) Saison 6, 2011–2012 : Igor Butorin (hula hoops) Saison 7, 2012–2013 : "I_Team" group (trampoline) |
| Serbie                         | Ja imam talenat                              | RTV Pink (première saison) RTS (à partir seconde saison) | 21 septembre 2009          | Ivana Bajić Vladimir Aleksić | Actuel Ivan TasovacNataša NinkovićIvan BosiljčićAnciennement Danica Maksimović (2009–2011) Aleksandar Milić Mili (2009–2012) Mina Lazarević (2011–2012) | Saison 1, 2009 : Danijel, Darko and Sandra Piler (trio musical) Saison 2, 2011 : Milica Dokić and Nenad Mahmutović (danse) Saison 3, 2012 : Bojana and Nikola Peković (jeunes musicien) Saison 4, 2013 : Katarina Kovačević (chant) |
| Slovaquie                      | Slovensko má talent                          | Markíza (2008) TV JOJ (2013)                             | 21 septembre 2008          | Maroš Kramár (2008) Barbora Rakovská (2008) | Jan Kraus (2008) Adela Banášová (2008) Palo Habera (2008) | Saison 1, 2008 : Old School Brothers (breakdance) Saison 2, 2013 : Saison en cours |
| Slovénie                       | Slovenija ima talent                         | POP TV                                                   | 21 mars 2010               | ActuelJože Robežnik (2013) Matej Puc (2013) Anciennement Peter Poles (2010–2011) Vid Valič (2010–2011)                                                                             | ActuelBranko Čakarmiš Ana Klašnja (2013) Damjan Damjanovič (2013) AnciennementBrane Kastelic (2010–2011) Lucienne Lončina (2010–2011) | Saison 1, 2010 : Lina Kuduzović (chant) Saison 2, 2011 : Julija Kramar (chant d'opéra) Saison 3, 2013 : Alja Krušič (chant) |
| Suède                          | Talang Sverige                               | TV3 (2014–) TV4] (2007–2011)                             | 13 avril 2007              | ActuelAdam Alsing (2014–) Malin Gramer (2014–) Anciennement Peppe Eng (2007–2008) Kodjo Akolor (2008) Tobbe Blom (2009–2011) Markoolio (2009–2011)                                 | Actuel Robert Aschberg (2014-) Carolina Gynning (2014-) Shirley Clamp (2014-) Tobias Karlsson (2014-) Anciennement Bert Karlsson (2007–2011) Hanna Hedlund (2007) Tobbe Blom (2007–2008) Sofia Wistam (2008) Charlotte Perrelli (2009–2011) Johan Pråmell (2009–2010) Henrik Fexeus (2011) | Saison 1, 2007 : Zillah & Totte (ventriloque) Saison 2, 2008 : Zara Larsson (chant) Saison 3, 2009 : Charlie Caper (magicien) Saison 4, 2010 : Jill Svensson (chant d'opéra) Saison 5, 2011 : Simon Westlund (joueur Rubik's Cube) Saison 6, 2014 : Jon Henrik Fjällgren et (chant) |
| Suisse alémanique              | Die grössten Schweizer Talente               | SF1                                                      | 29 janvier 2011            | Sven Epiney & Andrea Jansen | DJ Bobo Christa Rigozzi Roman Kilchsperger | Saison 1, 2011 : Maya Wirz (chant) Saison 2, 2012 : Eliane Müller (chant) |
| Ukraine                        | Ukraïna maïe talant                          | STB                                                      | 3 avril 2009               | Oksana Marchenko | Vlad Yama Slava Frolova Igor Kondratyuk | Saison 1, 2009 : Kseniya Simonova (artiste de sable) Saison 2, 2010 : Olena Kovtun (chant) Saison 3, 2011 : Vitaliy Luzkar (illusioniste) Saison 4, 2012 : The team of "Workout" (acrobates) Saison 5, 2013 : The team of "Lisapetny Batalion" (chant) Saison 6, 2014 : Dudnik family (acrobates) Saison 7, 2015 : Sayid Dzhurdi Abd Allakh (chant) Saison 6, 2016 : Arina Shuhalevych Saison 7, 2017 : Veronika Morsʹka (chant) Saison 8, 2021 : Artem Fesko (chant) |

### Océanie
| Pays             | Titre local                                     | Chaînes                                    | Présentateurs                                                                                 | Juges | Gagnants |
| ---------------- | ----------------------------------------------- | ------------------------------------------ | --------------------------------------------------------------------------------------------- | --- | --- |
| Australie        | Australia's Got Talent                          | Seven Network (1-6, 9-) Nine Network (7-8) | ActuelRicki-Lee Coulter (9-) Anciennement Grant Denyer (1-6) Julia Morris (7) Dave Hughes (8) | Actuel Nicole Scherzinger (9–)Alesha Dixon (10-) Rebel Wilson (11-) Kyle Sandilands (4–7, 11) Anciennement Red Symons (1-3) Tom Burlinson (1–3) Dannii Minogue (1-6) Brian McFadden (4–6) Dawn French (7) Geri Halliwell (7) Timomatic (7) Ian Dickson (8) Sophie Monk (8) Kelly Osbourne (8) Eddie Perfect (8) Lucy Durack (9) Shane Jacobson (9) Manu Feildel (9)Katie Ritchie (10) David Walliams (10) | Saison 1, 2007 : Bonnie Anderson (chanteuse) Saison 2, 2008 : "Smokin" Joe Robinson (guitariste) Saison 3, 2009 : Mark Vincent (chanteur d'opéra) Saison 4, 2010 : Justice Crew (danseurs) Saison 5, 2011 : Jack Vidgen (chanteur) Saison 6, 2012 : Andrew De Silva (chanteur) Saison 7, 2013 : Uncle Jed (groupe de musique) Saison 8, 2016 : Fletcher Pilon (chanteur) Saison 9, 2019 : Kristy Sellars (pole dance) Saison 10, 2022 : Acromazing Saison 11, 2023 : Prochainement |
| Australie        | Australia's Got Talent: Challengers & Champions | Seven Network                              | Ricki-Lee Coulter                                                                             | Manu Feildel Shane Jacobson Olympia Valance TBA | Saison 1, 2021 : Prochainement |
| Nouvelle-Zélande | New Zealand's Got Talent                        | Prime Television (1) TV One (2-3)          | Andrew Mulligan (1) Jason Reeves (1) Tāmati Coffey (2-3)                                      | Miriama Smith (1) Paul Ellis (1) Richard Driver (1) Ali Campbell (2) Jason Kerrison (2-3) Rachel Hunter (2-3) Cris Judd (3) | Saison 1, 2008 : Chaz Cummings (danseur) Saison 2, 2012 : Clara van Wel (chanteuse) Saison 3, 2013 : Renee Maurice (chanteur) |